# Microregione di Primavera do Leste
Primavera do Leste è una microregione dello Stato del Mato Grosso appartenente alla mesoregione di Sudeste Mato-Grossense.

## Comuni
Comprende 2 comuni:
- Campo Verde
- Primavera do Leste